# Ориоль, Иосиф
Иосиф Ориоль (Жозе Ориоль, исп. José Oriol, кат. Josep Oriol; 23 ноября 1650, Барселона — 23 марта 1702, Барселона) — испанский священник и католический святой, прозванный «Чудотворцем из Барселоны».

## Биография
Учился в Барселонском университете и 1 августа 1674 года получил докторскую степень по богословию.
Рукоположён в священники 30 мая 1676 года. Посетил Рим в 1686 году и получил бенефиций в церкви Санта-Мария-дель-Пи в Барселоне от папы Иннокентия XI. Желая пройти путь мученичества, отправился в Рим в апреле 1698 года с намерением присоединиться к группе миссионеров, однако заболел в Марселе и вернулся в Барселону. Говорили, что он обладал пророческими и чудотворными способностями, мгновенно исцелял умирающих, слепых, глухонемых, хромых и парализованных.
Похоронен в церкви Санта-Мария-дель-Пи в Барселоне.
Причислен к лику блаженных 5 сентября 1806 года папой Пием VII, канонизирован 20 мая 1909 года папой Пием X.